# مودستاس پاولاوسکاس
مودستاس پاولاوسکاس (انگلیسی: Modestas Paulauskas؛ زادهٔ ۱۹ مارس ۱۹۴۵) بازیکن بسکتبال اهل اتحاد جماهیر شوروی سوسیالیستی بود.
وی در مسابقات کشوری و بین‌المللی در مجموع برندهٔ ۹ مدال طلا، ۴ مدال برنز شده‌است.